# میرزاحسن لنگه
میرزاحسن لنگه، روستایی از توابع بخش رحیم آباد شهرستان رودسر در استان گیلان ایران است.

## جمعیت
این روستا در دهستان ماچیان قرار دارد و براساس سرشماری مرکز آمار ایران در سال ۱۳۸۵، جمعیت آن ۸۴ نفر (۲۲خانوار) بوده‌است.